# Gustaw Studnicki

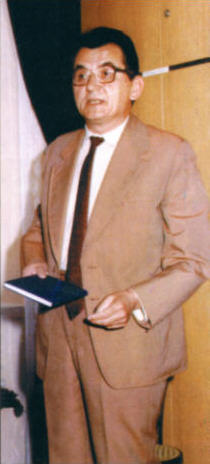
Gustaw Studnicki

Gustaw Studnicki (ur. 24 maja 1935, zm. 15 maja 1999) – polski pedagog, z wykształcenia matematyk, popularyzator regionu wadowickiego, Honorowy Obywatel Miasta Wadowice.

## Życiorys
Pochodził z Barwałdu Górnego. Studia z zakresu matematyki ukończył w Krakowie, uzyskując doktorat w Wyższej Szkole Pedagogicznej (jego promotorem była Anna Zofia Krygowska). Publikował materiały dotyczące dydaktyki i historii matematyki w "Matematyce" i "Wiadomościach matematycznych".
Pasjonował się przeszłością regionu, której poświęcił wiele opracowań publikowanych m.in. na łamach "Nadskawia" i "Podbeskidzia". Napisał monografię wadowickiego gimnazjum i liceum (Pierwsza wśród równych, 1991), którego był absolwentem (matura 1952 r.) i czynnym nauczycielem matematyki. Opublikował i wydał kilka prac poświęconych historii Barwałdu i Wadowic. Jego ostatnią publikacją było opracowanie Z dziejów kultu wadowickiej Madonny. Pamiątka koronacji obrazu Matki Bożej Nieustającej Pomocy. 16 czerwca 1999 roku. (Grafikon, Wadowice 1999). Pośmiertnie wydano niedokończoną za życia pracę: Kto był kim w Wadowicach (Wadowickie Centrum Kultury, Zbiory Historyczne Ziemi Wadowickiej im. M. Wadowity, Wadowice 2004). Był aktywnym działaczem Towarzystwa Miłośników Ziemi Wadowickiej i popularyzatorem wiedzy o Nadskawiu. Zmarł 15 maja 1999, pochowany na Cmentarzu Parafialnym w Wadowicach. Imię dra Gustawa Studnickiego nosi Przedszkole nr 5 w Wadowicach na os. Pod Skarpą.

## Publikacje
- Pierwsza wśród równych. Dzieje Gimnazjum i Liceum w Wadowicach. TMZW, Wadowice 1991.
- Barwałd. Zarys dziejów. „Grafikon”, Wadowice 1994.
- Jan Paweł II. Papież z Wadowic. W 75-lecie urodzin Ojca Świętego. „Grafikon”, Wadowice 1995.
- „Jedynka” dawniej i dziś. Przegląd dziejów Szkoły Podstawowej Nr 1 w Wadowicach. Wadowice, 1996.
- Zarys dziejów oświaty i szkolnictwa w Wadowicach. „Grafikon”, Wadowice, 1996.
- Cmentarz Parafialny w Wadowicach. „Grafikon”, Wadowice, 1997.